# Município de Troy (condado de Wood, Ohio)
O município de Troy (em inglês: Troy Township) é um município localizado no condado de Wood no estado estadounidense de Ohio. No ano de 2010 tinha uma população de 3.870 habitantes e uma densidade populacional de 50,13 pessoas por km².

## Geografia
O município de Troy encontra-se localizado nas coordenadas 41° 28′ 38″ N, 83° 27′ 37″ O. Segundo a Departamento do Censo dos Estados Unidos, o município tem uma superfície total de 77.2 km², da qual 77,06 km² correspondem a terra firme e (0,19 %) 0,15 km² é água.

## Demografia
Segundo o censo de 2010, tinha 3.870 habitantes residindo no município de Troy. A densidade populacional era de 50,13 hab./km². Dos 3.870 habitantes, o município de Troy estava composto pelo 96,64 % brancos, o 0,47 % eram afroamericanos, o 0,08 % eram amerindios, o 0,54 % eram asiáticos, o 0,78 % eram de outras raças e o 1,5 % eram de uma mistura de raças. Do total da população o 2,58 % eram hispanos ou latinos de qualquer raça.